# Власов Олексій Олексійович
Олексій Олексійович Власов (рос. Алексей Алексеевич Власов; 13 лютого 1983, м. Челябінськ, СРСР) — російський хокеїст, нападник. Виступає за «Мечел» (Челябінськ) у Вищій хокейній лізі. 
Вихованець хокейної школи «Трактор» (Челябінськ). Виступав за «Трактор» (Челябінськ), «Металург» (Сєров), «Мечел» (Челябінськ), «Супутник» (Нижній Тагіл), «Южний Урал» (Орськ).